# 야마네 에리나
야마네 에리나(일본어: 山根 恵里奈, 1990년 12월 20일 ~ )는 일본의 여자 축구 선수이다.

## 국가대표팀 경력
그녀는 2010년 1월 15일 칠레과의 경기에서 일본 국가대표팀에 데뷔했다. 2014년 AFC 여자 아시안컵 우승, 2014년 아시안 게임 은메달 획득, 2015년 FIFA 여자 월드컵 준우승에 기여했다. 그녀는 2019년까지 국제 A매치 통산 26경기에 출전했다.

## 통계
| 일본 | 일본 | 일본 |
| 연도 | 출전 | 득점 |
| ---- | ---- | ---- |
| 2010 | 1    | 0    |
| 2011 | 0    | 0    |
| 2012 | 0    | 0    |
| 2013 | 3    | 0    |
| 2014 | 9    | 0    |
| 2015 | 5    | 0    |
| 2016 | 3    | 0    |
| 2017 | 2    | 0    |
| 2018 | 0    | 0    |
| 2019 | 3    | 0    |
| 통산 | 26   | 0    |